# Gran Premio dell'Eifel 2020
Il Gran Premio dell'Eifel 2020 è stata l'undicesima prova della stagione 2020 del campionato mondiale di Formula 1. La gara si è corsa domenica 11 ottobre sul circuito del Nürburgring, in Germania, ed è stata vinta dal britannico Lewis Hamilton su Mercedes, al novantunesimo successo nel mondiale; Hamilton ha preceduto all'arrivo l'olandese Max Verstappen su Red Bull Racing-Honda e l'australiano Daniel Ricciardo su Renault.
Grazie al successo ottenuto Hamilton ha eguagliato il numero di vittorie (91) detenute dall'ex pilota tedesco sette volte campione del mondo di Formula 1 Michael Schumacher. Kimi Räikkönen, invece, con 323 Gran Premi disputati, diventa il pilota più presente nella storia del campionato mondiale.

## Vigilia

### Sviluppi futuri
La Honda, fin dal suo ritorno in Formula 1 nella stagione 2015 e dopo avere offerto i suoi propulsori alla McLaren tra il 2015 e il 2017, alla Scuderia Toro Rosso nel 2018 e nel 2019, alla Red Bull Racing dal 2019 e alla Scuderia AlphaTauri da questo campionato, annuncia che abbandonerà la massima categoria al termine della stagione 2021.
Le autorità turche annunciano che il Gran Premio di Turchia, che segna il suo ritorno in Formula 1 a distanza di nove anni dall'ultimo Gran Premio nel 2011, si disputerà a porte chiuse, come avvenuto tra il Gran Premio d'Austria, la gara inaugurale di questa stagione, e il Gran Premio d'Italia. Inizialmente era stato aperto al pubblico ed erano stati venduti 40 000 tagliandi per la gara.
Liberty Media e la città brasiliana di Rio de Janeiro firmano un accordo per ospitare il Gran Premio del Brasile con un nuovo tracciato che sorgerà nella zona ovest della città in passato capitale del Paese, presso il quartiere di Deodoro.
Il consiglio mondiale del motor sport approva i cambiamenti riguardanti il regolamento tecnico a partire dalla prossima stagione, in particolare vietando il reverse engineering, ovvero l'ispirazione estensiva a un progetto altrui per realizzare la propria monoposto, dopo quanto successo in questa stagione alla vettura RP20 della Racing Point, accusata dalla Renault di avere copiato le prese d'aria, sia quelle anteriori che posteriori, dalla vettura W10 della Mercedes, usata nella stagione 2019. Il consiglio inoltre stabilisce nuovi criteri per ottenere la Superlicenza FIA; i piloti potranno adesso accumulare i 40 punti richiesti in un periodo di quattro anni e non più di tre e in caso di impedimenti dovuti a circostanze di forza maggiore la Federazione Internazionale dell'Automobile valuterà caso per caso.

### Aspetti tecnici
La Pirelli, fornitrice unica degli pneumatici, porta, per questa gara, le mescole denominate C2, C3 e C4. La casa italiana ha scelto le tre mescole centrali della gamma e si attende, vista l'assenza di gare di Formula 2 e Formula 3, per la prima volta in questa stagione, una pista poco gommata.
Sono due le zone indicate dalla Federazione Internazionale dell'Automobile ove i piloti possono usare il Drag Reduction System: la prima zona è posta tra la Bilstein (curva 11) e la Veedol (curva 13), con punto per la determinazione del distacco fra piloti posto prima della Ravenol (curva 10); la seconda zona è stabilita sul rettilineo dei box, con detection point fissato prima della Hyundai N (curva 15). La Federazione conferma così le due zone DRS utilizzate nel Gran Premio di Germania 2013, l'ultima volta in cui il circuito del Nürburgring ha ospitato un Gran Premio valido per il campionato mondiale di Formula 1, con la sola eccezione dell'allungamento di 63 metri della zona DRS designata sul rettilineo di partenza, rispetto al 2013. Nel Gran Premio di Germania 2011, invece, annata in cui coincise con l'introduzione del DRS in Formula 1, fu stabilita solo la zona compresa tra la curva 11 e la curva 13 nel quale potere attivare il dispositivo mobile.
La FIA indica l'uscita della tornata finale della Mercedes-Arena (curva 4) come zona del tracciato in cui i piloti sono tenuti a rispettare i limiti della pista. Se quest'ultimi vanno oltre la linea bianca vedranno cancellato il loro tempo in qualifica. In gara dopo la terza infrazione gli viene esposta la bandiera bianco e nera e ogni ulteriore infrazione viene presa in esame dai commissari sportivi.
La Federazione fa chiarezza dopo quanto successo al campione del mondo Lewis Hamilton nella gara precedente in Russia, penalizzato in gara di dieci secondi dai commissari per avere effettuato prove di partenza, prima della gara, in zone non pre-stabilite dalla direzione gara. Per questo Gran Premio i piloti possono svolgere le prove di partenza in due punti esplicitamente individuati e numerati, prima di schierarsi in griglia; il primo punto si può sfruttare solo nelle prove libere e riprende la piazzola della griglia di partenza, mentre il secondo è adiacente a un riferimento arancione sulle barriere presso cui i piloti possono fermarsi.
La Ferrari monta sulla vettura di Sebastian Vettel il terzo motore stagionale; la stessa scelta viene fatta dalla Mercedes per entrambi i suoi piloti, Lewis Hamilton e Valtteri Bottas, dalla Red Bull Racing per Alexander Albon e dalla McLaren per Lando Norris. Nessun pilota riceve penalità da scontare in griglia di partenza.

### Aspetti sportivi
A causa della pandemia di COVID-19 la FIA è stata costretta a modificare il calendario, annullando e spostando alcune gare. In vista dell'esclusione definitiva per questa stagione, da parte degli organizzatori, del tradizionale Gran Premio di Germania da tenersi all'Hockenheimring, il 24 luglio 2020 la Federazione introduce un nuovo Gran Premio sul territorio tedesco, per rimpiazzare gare che erano state precedentemente posticipate o annullate, denominandolo "Gran Premio dell'Eifel", in quanto già vietato utilizzare una stessa denominazione per due gare diverse nella stessa nazione. Il calendario originale non prevedeva la tenuta di nessuna gara sul suolo tedesco.
Il circuito ha ospitato, nelle sue diverse configurazioni, 40 Gran Premi validi quali prove del campionato mondiale di Formula 1, tra le edizioni 1951 e 2013 del Gran Premio di Germania. È la quarta intitolazione diversa con cui una gara iridata viene ospitata su tale tracciato; nessun'altra pista ha ospitato gare con più intitolazioni diverse. Il Nürburgring è stato anche sede di due edizioni del Gran Premio del Lussemburgo, nel 1997 e 1998, e dodici del Gran Premio d'Europa, tra il 1984 e il 2007, da quando questa gara ha avuto un'intitolazione autonoma. In questa edizione, la gara è dedicata all'Eifel, l'altopiano, parte del massiccio scistoso renano, in cui si trova il tracciato. È la prima volta che una gara iridata è dedicata a una regione della Germania.
Anche in questa gara, come nelle due precedenti, è consentita la partecipazione degli spettatori sulle tribune. Nonostante le problematiche dettate dalla pandemia di COVID-19, gli organizzatori annunciano la presenza di 20 000 spettatori per la gara.
Questo Gran Premio rappresenta la trecentoventitreesima gara nel campionato mondiale per il pilota finlandese dell'Alfa Romeo Racing, Kimi Räikkönen, che così stabilisce il nuovo record di Gran Premi disputati, superando il brasiliano Rubens Barrichello a quota 322, il quale lo deteneva dal Gran Premio di Monaco 2008.
La McLaren annuncia l'ingaggio del pilota britannico Will Stevens, come collaudatore. Stevens ha già corso in Formula 1 con due scuderie diverse che non fanno comunque più parte della massima categoria. Fece il suo debutto nel Gran Premio di Abu Dhabi 2014 con il team anglo-malese Caterham e corse nella stagione 2015 con la scuderia britannica Manor Racing.
Il Gran Premio è sponsorizzato da Aramco, una compagnia nazionale saudita di idrocarburi.
La Red Bull Racing, a seguito dei risultati non concludenti di un tampone effettuato su Alexander Albon, al fine di testare l'eventuale presenza del virus SARS-CoV-2, contatta, in via preventiva, il pilota tedesco Nico Hülkenberg, quale possibile sostituto del thailandese. Albon è comunque regolarmente presente al Gran Premio.
L'ex pilota di Formula 1, il britannico Derek Warwick, è nominato commissario aggiunto per la gara. Ha svolto già in passato tale funzione, l'ultima al Gran Premio d'Ungheria.
I due piloti della Ferrari Driver Academy, il tedesco Mick Schumacher, figlio del sette volte campione del mondo di Formula 1 Michael Schumacher, e il britannico Callum Ilott, entrambi in lotta per il campionato piloti di Formula 2, rispettivamente in prima e seconda posizione in classifica, avrebbero dovuto prendere il posto, rispettivamente, di Antonio Giovinazzi all'Alfa Romeo Racing e di Romain Grosjean alla Haas, nel corso della prima sessione di prove libere del venerdì. Per entrambi i giovani piloti si sarebbe trattato della prima volta della loro partecipazione in un weekend di gara della massima categoria. A causa di avverse condizioni meteorologiche, la prima sessione di prove libere del venerdì è stata cancellata, tanto da costringere i due piloti a rinviare il loro debutto in Formula 1.

## Prove

### Resoconto
La prima e la seconda sessione di prove libere del venerdì sono state annullate a causa di avverse condizioni meteorologiche. La nebbia, presente sulla pista, non ha consentito all'elicottero medico di potersi alzare in volo.
Al sabato le condizioni meteorologiche consentono di svolgere la sessione prevista. La temperatura dell'asfalto risulta però molto bassa, con 8 °C. Il più veloce è Valtteri Bottas, che batte anche il record del tracciato che resisteva dal Gran Premio d'Europa 2004, tenutosi su questa pista. Il finlandese ha colto il tempo utilizzando gomme soft, anche se ha dedicato la sessione, per la maggior parte del tempo, allo studio delle gomme a mescola media. Il secondo tempo è stato ottenuto da Lewis Hamilton, staccato di poco più di un decimo.
Alle spalle del duo della Mercedes si è classificato Charles Leclerc, davanti a Max Verstappen, che era stato il più rapido nella prima parte della sessione, su gomme medie, e Sebastian Vettel. Non ha preso parte alla sessione il pilota della Racing Point Lance Stroll, non in perfette condizioni fisiche.

### Risultati
Nella sessione del sabato si è avuta questa situazione:
| Pos | Nº | Pilota          | Costruttore | Tempo    | Gap    | Giri |
| --- | -- | --------------- | ----------- | -------- | ------ | ---- |
| 1   | 77 | Valtteri Bottas | Mercedes    | 1'26"225 |        | 25   |
| 2   | 44 | Lewis Hamilton  | Mercedes    | 1'26"361 | +0"136 | 27   |
| 3   | 16 | Charles Leclerc | Ferrari     | 1'26"681 | +0"456 | 25   |

## Qualifiche

### Resoconto
Dopo non avere preso parte alla terza sessione di prove libere a causa di problemi di salute, il pilota canadese della Racing Point, Lance Stroll, è costretto a saltare il resto del Gran Premio, per via delle sue condizioni non ottimali. Stroll risulta positivo al SARS-CoV-2 il lunedì successivo alla disputa della gara. Viene sostituito dal pilota tedesco Nico Hülkenberg, il quale era già stato chiamato per i Gran Premi di Gran Bretagna e del 70º Anniversario, in sostituzione dell'altro pilota della scuderia britannica, il messicano Sergio Pérez, per via della sua positività al SARS-CoV-2.
Il tedesco è anche il primo ad affrontare la pista. Hülkenberg indossa un casco con i colori della Renault, che presenta gli sponsor della sua scuderia. A segnare i primi tempi di riferimento sono le Mercedes, con Lewis Hamilton che chiude in 1'26"620. Il tempo viene battuto da Max Verstappen, di circa tre decimi. L'altro pilota della Mercedes, Valtteri Bottas, scala secondo, mentre Charles Leclerc si pone a mezzo secondo, mentre il compagno di team di Verstappen, Alexander Albon, chiude a otto decimi. Dopo i primi tentativi risultano in ritardo le due Racing Point, con Sergio Pérez che è quindicesimo a 1"7, mentre Nico Hülkenberg è ultimo, staccato di oltre quattro decimi.
Scalano quinto e settimo le due Haas con Romain Grosjean davanti a Kevin Magnussen: il tempo del francese è successivamente annullato per avere superato i limiti del tracciato, all'uscita della curva 4. Si migliora anche Nico Hülkenberg, senza però ottenere un tempo sufficiente per la qualificazione alla seconda fase, anche perché, nella parta finale della Q1, la pista sembra più veloce. Daniel Ricciardo rimonta quinto, Sebastian Vettel nono ed Esteban Ocon ottavo. Vengono eliminati Grosjean, i due piloti della Williams, Kimi Räikkönen e Hülkenberg.
Nella seconda fase, in cui viene determinato il tipo di mescola che i piloti dovranno utilizzare al via, solo le Mercedes, le Ferrari e Daniel Ricciardo sono i concorrenti che provano a qualificarsi con gomme di mescola media. Lewis Hamilton segna il miglior tempo, battuto ancora da Max Verstappen che, con 1'25"720, ritocca il record della pista. Albon ottiene il terzo tempo, davanti a Norris, Ocon e Sainz Jr.. Leclerc, Ricciardo e Vettel, che avevano provato le gomme medie, sono in difficoltà, con, rispettivamente, il nono, decimo e undicesimo tempo. Bottas, che ha rovinato il suo primo tentativo con un errore, è ottavo. Le due Mercedes rientrano in pista montando, entrambe, gomme morbide.
Il finlandese è ora secondo, a due decimi da Verstappen. Chi batte il tempo del pilota della Red Bull Racing è Hamilton, che abbassa il limite a 1'25"390. Anche Ricciardo passa alle gomme soft, che gli consentono di salire al quarto posto. L'altra Renault, quella di Ocon, è sesta, almeno fino all'arrivo di Lando Norris, che scalza il francese dalla sua posizione. Pierre Gasly prende il decimo posto provvisorio, mentre si migliora anche Carlos Sainz Jr.. Kvjat si piazza alle spalle del suo compagno di scuderia; Vettel scala decimo e viene eliminato da Leclerc, che chiude, all'ultimo tentativo, al quinto posto. Oltre al tedesco della Ferrari non passano in Q3 le due AlphaTauri, Antonio Giovinazzi e Magnussen.
In Q3 le prime monoposto a uscire in pista sono le McLaren, prima però che Lewis Hamilton prenda il comando, in 1'25"825. Il suo tempo è battuto, per soli 13 millesimi, da Bottas. Poco dopo la pole position provvisoria passa a Max Verstappen, che batte di 68 millesimi il tempo del finlandese. Albon è quarto, a mezzo secondo, un decimo meglio di Leclerc. Effettua un solo tentativo Sergio Pérez, che chiude con il sesto tempo.
Nel secondo tentativo, Hamilton, nel primo settore, non batte il tempo dei rivali che, invece, sono capaci anche di migliorarsi, rispetto al primo tentativo. Hamilton segna comunque il miglior tempo nel secondo settore, che viene però subito battuto da Bottas. Anche nel terzo settore Hamilton si migliora, tanto da chiudere in 1'25"525; poco dopo Bottas però ferma il tempo su 1'25"269. Non riesce a battere il tempo del finlandese Verstappen, che chiude quasi di tre decimi più lontano e non batte Hamilton di soli 37 millesimi.
Bottas conquista la sua quattordicesima pole position, la dodicesima di fila per la Mercedes e l'undicesima stagionale.

### Risultati
Nella sessione di qualifica si è avuta questa situazione:
| Pos                         | Nº | Pilota             | Costruttore               | Q1       | Q2       | Q3       | Griglia |
| --------------------------- | -- | ------------------ | ------------------------- | -------- | -------- | -------- | ------- |
| 1                           | 77 | Valtteri Bottas    | Mercedes                  | 1'26"573 | 1'25"971 | 1'25"269 | 1       |
| 2                           | 44 | Lewis Hamilton     | Mercedes                  | 1'26"620 | 1'25"390 | 1'25"525 | 2       |
| 3                           | 33 | Max Verstappen     | Red Bull Racing-Honda     | 1'26"319 | 1'25"467 | 1'25"562 | 3       |
| 4                           | 16 | Charles Leclerc    | Ferrari                   | 1'26"857 | 1'26"240 | 1'26"035 | 4       |
| 5                           | 23 | Alexander Albon    | Red Bull Racing-Honda     | 1'27"126 | 1'26"285 | 1'26"047 | 5       |
| 6                           | 3  | Daniel Ricciardo   | Renault                   | 1'26"836 | 1'26"096 | 1'26"223 | 6       |
| 7                           | 31 | Esteban Ocon       | Renault                   | 1'27"086 | 1'26"364 | 1'26"242 | 7       |
| 8                           | 4  | Lando Norris       | McLaren-Renault           | 1'26"829 | 1'26"316 | 1'26"458 | 8       |
| 9                           | 11 | Sergio Pérez       | Racing Point-BWT Mercedes | 1'27"120 | 1'26"330 | 1'26"704 | 9       |
| 10                          | 55 | Carlos Sainz Jr.   | McLaren-Renault           | 1'27"378 | 1'26"361 | 1'26"709 | 10      |
| 11                          | 5  | Sebastian Vettel   | Ferrari                   | 1'27"107 | 1'26"738 | N.D.     | 11      |
| 12                          | 10 | Pierre Gasly       | AlphaTauri-Honda          | 1'27"072 | 1'26"776 | N.D.     | 12      |
| 13                          | 26 | Daniil Kvjat       | AlphaTauri-Honda          | 1'27"285 | 1'26"848 | N.D.     | 13      |
| 14                          | 99 | Antonio Giovinazzi | Alfa Romeo Racing-Ferrari | 1'27"532 | 1'26"936 | N.D.     | 14      |
| 15                          | 20 | Kevin Magnussen    | Haas-Ferrari              | 1'27"231 | 1'27"125 | N.D.     | 15      |
| 16                          | 8  | Romain Grosjean    | Haas-Ferrari              | 1'27"552 | N.D.     | N.D.     | 16      |
| 17                          | 63 | George Russell     | Williams-Mercedes         | 1'27"564 | N.D.     | N.D.     | 17      |
| 18                          | 6  | Nicholas Latifi    | Williams-Mercedes         | 1'27"812 | N.D.     | N.D.     | 18      |
| 19                          | 7  | Kimi Räikkönen     | Alfa Romeo Racing-Ferrari | 1'27"817 | N.D.     | N.D.     | 19      |
| 20                          | 27 | Nico Hülkenberg    | Racing Point-BWT Mercedes | 1'28"021 | N.D.     | N.D.     | 20      |
| Tempo limite 107%: 1'32"361 |    |                    |                           |          |          |          |         |

In grassetto sono indicate le migliori prestazioni in Q1, Q2 e Q3.

## Gara

### Resoconto
Al via solo quattro piloti (Sebastian Vettel, Romain Grosjean e le due AlphaTauri) optano per le gomme medie, mentre il resto del gruppo monta gomme a mescola morbida.
Lewis Hamilton non riesce, alla partenza, a strappare il comando della gara a Valtteri Bottas, che si difende dal tentativo di sorpasso alla prima staccata. Alle sue spalle c'è Max Verstappen, che precede Charles Leclerc, Daniel Ricciardo, Alexander Albon, Lando Norris ed Esteban Ocon.
Bottas non riesce, nei primi giri, ad ampliare il margine su Hamilton, che rimane sempre a circa un secondo e mezzo dal compagno di team. Al settimo giro Albon si ferma ai box, per montare gomme medie, dopo avere spiattellato le gomme anteriori, già nel corso del primo passaggio. Il giro successivo, dopo un lungo inseguimento, Daniel Ricciardo passa Leclerc, molto più lento dell'australiano. Il monegasco della Ferrari si ferma ai box al decimo giro, per montare gomme medie.
Sulla pista si verifica una leggera pioggia, che però non incide sulle prestazioni dei piloti, anche se Sebastian Vettel è autore di un piccolo testacoda, al momento di un suo tentativo di sorpasso su Antonio Giovinazzi. Al dodicesimo giro anche Valtteri Bottas è autore di un errore in frenata: questo consente a Hamilton di avvicinarsi e di passare il finlandese, per prendere il primo posto. Nel giro successivo Bottas effettua il suo pit stop, mentre c'è una collisione tra Kimi Räikkönen e George Russell, che costringe quest'ultimo al ritiro. La direzione di gara penalizza il pilota dell'Alfa Romeo Racing e decide per la virtual safety car, al fine di recuperare la monoposto del britannico: ne approfittano Hamilton, Verstappen e Ricciardo per il loro cambio gomme.
La gara riprende poco dopo, ma sulla vettura di Valtteri Bottas si verifica un problema alla power unit che lo costringe al ritiro. Ora, alle spalle di Hamilton e Verstappen, ci sono Lando Norris, Sergio Pérez, Esteban Ocon, Carlos Sainz Jr. e Daniel Ricciardo. C'è un contatto anche tra Albon e Daniil Kvjat, che comporta per il thailandese la penalizzazione di cinque secondi.
Al ventiduesimo giro abbandona anche Ocon, per un problema al cambio e ai freni. Un giro dopo termina la gara anche per Albon. Hamilton, nel frattempo, ha ampliato il suo margine su Verstappen a 3"6. Al ventottesimo passaggio si fermano per il cambio gomme sia Pérez che Sainz Jr.. Il giro dopo è il turno per Lando Norris, che però lamenta una perdita di potenza della sua power unit. Scala terzo Ricciardo, davanti a Leclerc, che però non ha ancora effettuato la seconda sosta. Seguono poi Pérez, Norris e Sainz Jr..
Il messicano della Racing Point passa Leclerc all'ultima chicane, ma il monegasco, sfruttando il DRS, ripassa Pérez al termine del rettilineo principale. Al giro seguente la stessa manovra si ripete, ma questa volta il ferrarista non riesce a riprendersi la posizione. Al trentaseiesimo giro Leclerc effettua la sua seconda sosta ai box, per montare gomme medie. Rientrato in pista decimo, scala presto diverse posizioni: prima passa Kimi Räikkönen, poi viene lasciato andare dal compagno di team Vettel, che ormai ha gomme troppo usurate. Al quarantaduesimo giro il tedesco della Ferrari si ferma per la seconda volta e opta per le gomme soft.
Nel frattempo, sempre più limitato da un problema di potenza, si ritira Lando Norris. In questo caso viene inviata in pista la safety car per permettere il recupero della sua McLaren. I doppiati vengono fatti passare la vettura di sicurezza e fatti riaccodare al gruppo dei migliori, che però si lamentano che, in questo modo, le loro gomme sono troppo fredde, rispetto a quelle dei doppiati, che hanno potuto effettuare un giro a più alta velocità, per ricongiungersi ai primi.
Alla ripartenza Lewis Hamilton mantiene agevolmente la testa della gara, davanti a Max Verstappen e Daniel Ricciardo. Al cinquantesimo giro Charles Leclerc cede la settima posizione a Pierre Gasly e deve guardarsi dall'arrivo di Nico Hülkenberg, che però non sarà capace di sorpassarlo. Anche Ricciardo riesce a difendere la terza posizione da Pérez.
Lewis Hamilton conquista la sua novantunesima vittoria nel campionato mondiale di Formula 1, la seconda sul tracciato del Nürburgring, la prima risaliva al Gran Premio di Germania 2011 a bordo della McLaren-Mercedes, eguagliando così il numero di vittorie record, posseduto da Michael Schumacher. Al termine della gara Mick Schumacher, pilota di Formula 2 e figlio di Michael, consegna per l'occasione una copia del casco del padre a Hamilton. Daniel Ricciardo, terzo, ritrova il podio dopo due anni dalla vittoria nel Gran Premio di Monaco 2018, riportando a podio una Renault per la prima volta come costruttore dal Gran Premio della Malesia 2011: podio conquistato, all'epoca, da Nick Heidfeld, quando il team correva sotto la licenza inglese. Sotto la licenza francese l'ultimo podio risaliva a 10 anni fa quando Robert Kubica terminò in terza posizione nel Gran Premio del Belgio 2010.

### Risultati
I risultati del Gran Premio sono i seguenti:
| Pos | Nº | Pilota             | Costruttore               | Giri | Tempo/Ritiro                | Griglia | Punti |
| --- | -- | ------------------ | ------------------------- | ---- | --------------------------- | ------- | ----- |
| 1   | 44 | Lewis Hamilton     | Mercedes                  | 60   | 1h35'49"641                 | 2       | 25    |
| 2   | 33 | Max Verstappen     | Red Bull Racing-Honda     | 60   | +4"470                      | 3       | 19    |
| 3   | 3  | Daniel Ricciardo   | Renault                   | 60   | +14"613                     | 6       | 15    |
| 4   | 11 | Sergio Pérez       | Racing Point-BWT Mercedes | 60   | +16"070                     | 9       | 12    |
| 5   | 55 | Carlos Sainz Jr.   | McLaren-Renault           | 60   | +21"905                     | 10      | 10    |
| 6   | 10 | Pierre Gasly       | AlphaTauri-Honda          | 60   | +22"766                     | 12      | 8     |
| 7   | 16 | Charles Leclerc    | Ferrari                   | 60   | +30"814                     | 4       | 6     |
| 8   | 27 | Nico Hülkenberg    | Racing Point-BWT Mercedes | 60   | +32"596                     | 20      | 4     |
| 9   | 8  | Romain Grosjean    | Haas-Ferrari              | 60   | +39"081                     | 16      | 2     |
| 10  | 99 | Antonio Giovinazzi | Alfa Romeo Racing-Ferrari | 60   | +40"035                     | 14      | 1     |
| 11  | 5  | Sebastian Vettel   | Ferrari                   | 60   | +40"810                     | 11      |       |
| 12  | 7  | Kimi Räikkönen     | Alfa Romeo Racing-Ferrari | 60   | +41"476                     | 19      |       |
| 13  | 20 | Kevin Magnussen    | Haas-Ferrari              | 60   | +49"585                     | 15      |       |
| 14  | 6  | Nicholas Latifi    | Williams-Mercedes         | 60   | +54"449                     | 18      |       |
| 15  | 26 | Daniil Kvjat       | AlphaTauri-Honda          | 60   | +55"588                     | 13      |       |
| Rit | 4  | Lando Norris       | McLaren-Renault           | 42   | Power unit                  | 8       |       |
| Rit | 23 | Alexander Albon    | Red Bull Racing-Honda     | 23   | Radiatore                   | 5       |       |
| Rit | 31 | Esteban Ocon       | Renault                   | 22   | Cambio                      | 7       |       |
| Rit | 77 | Valtteri Bottas    | Mercedes                  | 18   | Power unit                  | 1       |       |
| Rit | 63 | George Russell     | Williams-Mercedes         | 12   | Collisione con K. Räikkönen | 17      |       |

Max Verstappen riceve un punto addizionale per avere segnato il giro più veloce della gara.

## Classifiche mondiali

### Piloti
| Pos | Pilota             | Punti |
| --- | ------------------ | ----- |
| 1   | Lewis Hamilton     | 230   |
| 2   | Valtteri Bottas    | 161   |
| 3   | Max Verstappen     | 147   |
| 4   | Daniel Ricciardo   | 78    |
| 5   | Sergio Pérez       | 68    |
| 6   | Lando Norris       | 65    |
| 7   | Alexander Albon    | 64    |
| 8   | Charles Leclerc    | 63    |
| 9   | Lance Stroll       | 57    |
| 10  | Pierre Gasly       | 53    |
| 11  | Carlos Sainz Jr.   | 51    |
| 12  | Esteban Ocon       | 36    |
| 13  | Sebastian Vettel   | 17    |
| 14  | Daniil Kvjat       | 14    |
| 15  | Nicolas Hülkenberg | 10    |
| 16  | Antonio Giovinazzi | 3     |
| 17  | Kimi Räikkönen     | 2     |
| 18  | Romain Grosjean    | 2     |
| 19  | Kevin Magnussen    | 1     |

### Costruttori
| Pos | Costruttore               | Punti |
| --- | ------------------------- | ----- |
| 1   | Mercedes                  | 391   |
| 2   | Red Bull Racing-Honda     | 211   |
| 3   | Racing Point-BWT Mercedes | 120   |
| 4   | McLaren-Renault           | 116   |
| 5   | Renault                   | 114   |
| 6   | Ferrari                   | 80    |
| 7   | AlphaTauri-Honda          | 67    |
| 8   | Alfa Romeo Racing-Ferrari | 5     |
| 9   | Haas-Ferrari              | 3     |